# 伊斯兰教与政治
伊斯兰教政治的相关理念多采用古兰经以及圣训中的思想。

## 现代思想

### 人权
伊斯兰教所宣传人权的根据，是真主启示的经典《古兰经》。